# Heinrich Sudermann

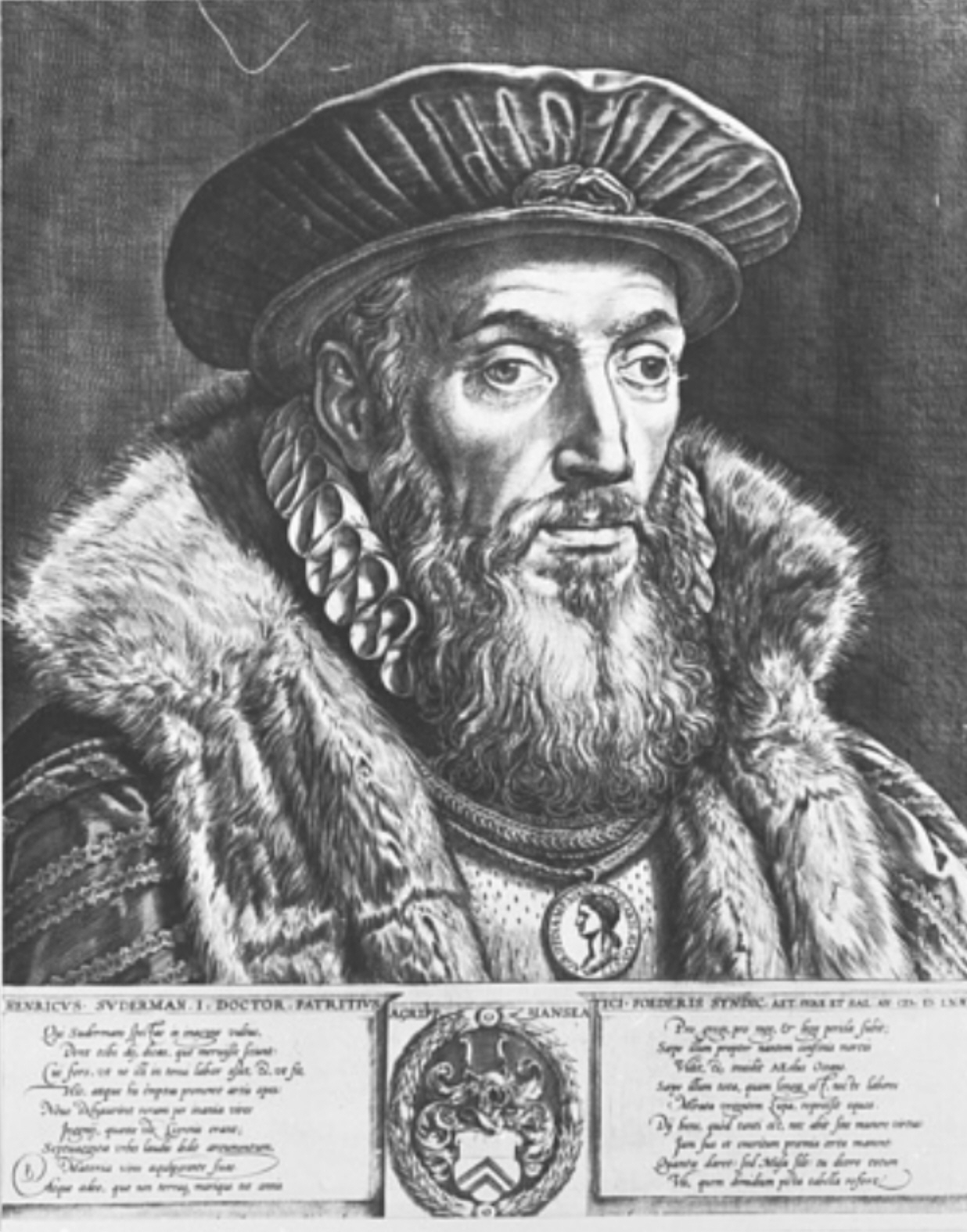
Heinrich Sudermann

Heinrich Sudermann (auch Suderman * 31. August 1520 in Köln; † 7. September 1591 in Lübeck) war Jurist und erster Syndikus der Hanse.

## Werdegang
Sudermann wurde als Sohn des Kölner Bürgermeisters und Patriziers Hermann Sudermann geboren und studierte Artes an der alten Universität Köln von 1538 bis 1541, danach Rechtswissenschaften in Orléans und in Italien (vermutlich in Bologna), die er mit dem Grad doctor utriusque iuris abschloss. Praktische Erfahrungen sammelte er am Reichskammergericht in Speyer, ehe er nach Köln zurückkehrte. Sein Vater führte ihn auf den Bereich der Außenbeziehungen Kölns als Hansestadt hin, und Sudermann wurde zunächst auf Seiten der Stadt Köln in Gesandtschaften zu den Hansetagen und den für Köln wichtigen Hansekontoren (dem Stalhof in London und dem Hansekontor in Brügge) eingebunden. 1556 trat er als Syndikus in den Dienst der Hanse und wurde damit der erste leitende Angestellte, der jemals im Rahmen eines Dienstverhältnisses zu der ansonsten ja bewusst nicht rechtsfähigen Hanse stand. Er wurde zunächst auf sechs Jahre mehrfach wiederkehrend bestellt und erst 1576 auf Lebenszeit übernommen. Diese Stellung muss heute wie die eines Generalsekretärs verstanden werden. Die Schaffung dieses Amtes war Bestandteil einer Reorganisation der Hanse, bei der Lübeck zwar Haupt der Hanse blieb, aber durch die Vorkommnisse der Jahre 1534/35 unter seinem Bürgermeister Jürgen Wullenwever in der Führungsposition deutlich geschwächt war.
In seine Amtszeit fiel der turbulente Niedergang der aus Kölner Sicht besonders wichtigen Kontore in England und Brügge. Der Kontakt mit und die Reisetätigkeit zu den Kontoren in Bergen und Nowgorod gehörten nicht in seinen Aufgabenbereich als Syndikus.

### Sudermann und die Engländer
Bereits 1552 hatte König Eduard VI. die im Frieden von Utrecht (1474) bestätigten Handelsprivilegien der Städte widerrufen. Seine Nachfolgerin Königin Maria I. bestätigte diese zwar wie erwartet 1553 erneut, aber die einheimische Wirtschaft setzte alsbald wieder Einschränkungen durch, so dass die Hoffnung hansischer Diplomatie bald auf der absehbaren Nachfolgerin Königin Elisabeth I. ruhte. Allein diese Hoffnung wurde enttäuscht, die repressive Handelspolitik Elisabeths bedeutete schließlich allen diplomatischen Missionen Sudermanns zum Trotz das Aus für eine privilegierte Stellung deutscher Kaufleute im Englandhandel. Dieser Umstand wurde durch einige der Hansestädte selbst begünstigt, die die englische Konkurrenz, ohne Reziprozität erlangt zu haben, mit Stapelrechten in deutschen Häfen begünstigten. Das sich verschlechternde Verhältnis Englands zu den Niederlanden brachte zwar eine Annäherung zwischen der Hanse und den Niederlanden, aber auch hier scherten einzelne Städte der Hanse um ihres eigenen Vorteils Willen aus, so dass es zu keiner effizienten Handelsblockade gegen England kommen konnte. Als Hamburg den Merchant Adventurers 1567 Niederlassungsrechte einräumte, waren für England keinerlei Gründe mehr gegeben, seinerseits deutsche Kaufleute in England zum Handel zuzulassen. Im Londoner Stalhof waren nur noch vier Deutsche zurückgeblieben. Die Engländer hatten keinerlei Veranlassung zu Entgegenkommen mehr und kaperten am 30. Juni 1589 im Hafen von Lissabon sogar grundlos 68 Handelsschiffe der Hanse.

### Sudermann und Flandern

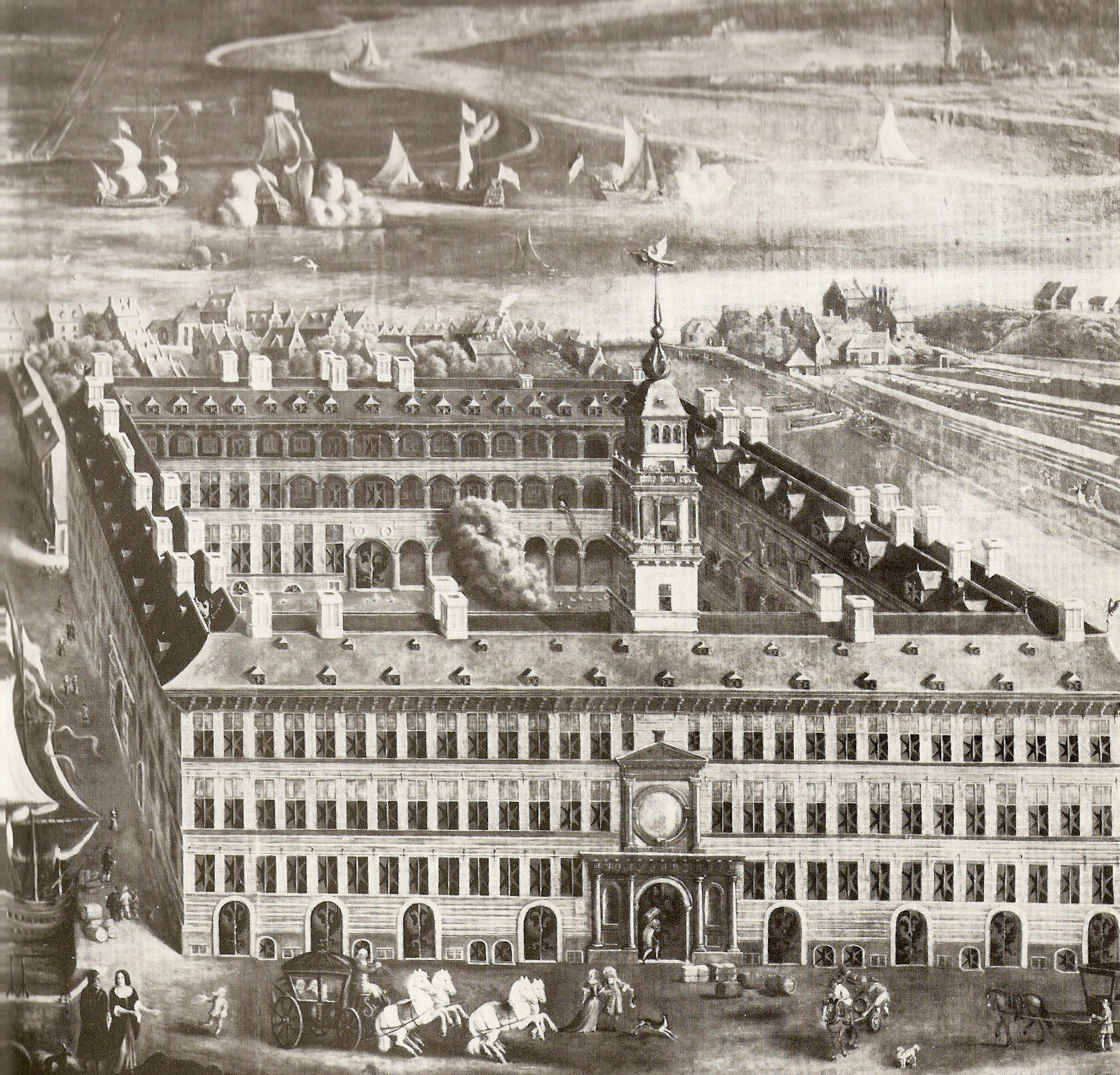
Kontorhaus in Antwerpen

In gleicher Weise geht die berufliche Tätigkeit Sudermanns als Syndikus in Flandern mit dem Religionskrieg dort einher. Das rechtlich als juristische Person selbstständige Hansekontor in Brügge vereinbarte im Jahr 1545 mit Antwerpen die künftige Niederlassung der Hanse an der Schelde, die nicht die Versandungsprobleme des Zwin aufwies. Das von dem Architekten Cornelis Floris II. errichtete neue Haus der Osterlinge in Antwerpen wurde von der Stadt Antwerpen 1563 vereinbarungsgemäß bei einer Investitionssumme von 124.000 Gulden mit 64.000 Gulden subventioniert, aber aufgrund der unruhigen Zeit erst 1569 seiner Bestimmung übergeben.
Die laufende Finanzierung des neuen Kontors wurde hingegen dadurch immer wieder infrage gestellt, sodass Sudermanns Heimatstadt Köln sich am Schoss (Steuern) nicht beteiligen wollte, was für ihn auch in Anbetracht seiner persönlichen Herkunft einen ständigen Interessenkonflikt bedeutete. 1567, ein Jahr nach dem Bildersturm in der Stadt, nahm Sudermann zeitweilig sogar in Antwerpen Wohnung. Da die Stadt und das Haus Oranien zwischen dem gemäßigten Katholizismus Georg Cassanders und dem Augsburger Bekenntnis schwankte, waren Unruhe und Unsicherheit dennoch so groß, dass er seine Familie nach Köln zurücksandte. Die unterschiedlichen Interessen der Städte und der im Kontor tätigen Kaufleute zerrütteten die Finanzen des Kontors außerordentlich. Sudermann weigerte sich – auch vor dem Hintergrund persönlicher Aversionen gegen einzelne Älterleute – entschieden, in Antwerpen dauerhaft weiter Residenz zu nehmen und sah auch keine reale Chance, die Missstände gegen die vorhandenen Machtstrukturen abzustellen.

## Würdigung
So unlösbar das Problem im Umgang mit England für Sudermann war, so ist es ihm im Umgang mit einer Vielzahl von Dienstherren mit ihren oftmals widerstreitenden Interessenlagen doch gelungen, eine Alternative für den niedergehenden Stapel von Brügge zu finden und zu realisieren. Allerdings merken viele Historiker in diesem Zusammenhang an, dass die Entscheidung für den Platz Antwerpen strategisch falsch war, dieses wurde von Amsterdam als Handelszentrum überflügelt.
Insgesamt ergeben seine persönlichen Aufzeichnungen eine reine Reisezeit im Dienst der Hanse von 14½ Jahren. Er starb auf einer Tagfahrt in Lübeck und wurde fünf Wochen später in Köln begraben. Der Kölner Ratsherr Hermann von Weinsberg berichtet in seinem Memorialbuch über Sudermanns letzte Reise, gegen die die Lübecker Bedenken geltend machten. Sudermann selbst hatte noch auf dem Sterbebett den Wunsch geäußert, in patrio sepulchro tumulari und nicht etwa in Lubecae aput haereticos bestattet zu werden. Die weiteren Kölner Gesandten des Hansetages verpackten den Leichnam daher in Ochsenfelle und versandten ihn als einfache Handelsware nach Köln, wo er in der Minoritenkirche beigesetzt wurde. Sudermanns schriftlicher Nachlass wurde von den Hansestädten erworben und befindet sich im Archiv der Hansestadt Lübeck.
Erst 1605 wurde ihm von den Städten mit Johann Domann ein Nachfolger im Amt als Hansesyndikus bestellt.

## Nachleben
Nach den Sudermanns wurden in Köln eine Straße und der anschließende Sudermanplatz benannt. In Würdigung von Heinrich Sudermanns Bedeutung, sowohl für die Hanse als auch für Köln, wurde ihm 1994 eine Figur am Kölner Rathausturm gewidmet (→ Liste der Kölner Ratsturmfiguren, Bildhauer: Erwin Nöthen). Auch in Antwerpen gibt es eine Sudermannstraße (Suderman Straat).